# Fatuneso (Ort)
Fatuneso ist ein osttimoresischer Ort im Suco Fahilebo (Verwaltungsamt Bazartete, Gemeinde Liquiçá).
Die Gebäude des Dorfes reihen sich wie an einer Perlenschnur etwa 2,5 Kilometer weit entlang der größten Straße des Sucos im Nordwesten der Aldeia Fatuneso auf. Der Sitz des Sucos, eine Grundschule, ein provisorischer Hubschrauberlandeplatz und ein Hospital umrahmen einen kleinen Platz im Zentrum des Ortes. Weiter südlich steht das „Haus der Riten“ (Uma Lisan) von Ligime. Das Ortszentrum liegt auf einer Meereshöhe von 642 m.